# Partia inicjująca
Partia inicjująca - określenie używane w politologii, oznaczające partię polityczną, która odniosła w wyborach parlamentarnych zwycięstwo i dzięki temu rozpoczyna proces tworzenia koalicji rządzącej. Partia inicjująca dobiera sobie partnerów koalicyjnych, z którymi dzieli się stanowiskami ministerialnymi i innymi posadami rządowymi.